# Burgos (Ilocos del Norte)
Burgos (Bayan ng  Burgos), anteriormente denominado Nagpartian, es un municipio filipino de quinta categoría perteneciente a  la provincia de Ilocos Norte en la Región Administrativa de Ilocos, también denominada Región I.

## Geografía
Tiene una extensión superficial de 128.90 km² y según el censo del 2007, contaba con una población de 8.765 habitantes y 1.784 hogares; 9.687 habitantes el día primero de mayo de 2010
El municipio limita al norte y al oeste con el Mar de la China Meridional.

### Barangayes
Burgos se divide, a los efectos administrativos, en 11 barangayes o barrios, todos de carácter rural, excepto la Población.
| - Ablan (Buraan) - Agaga - Bayog | - Bobon - Buduan (Malituek) - Nagsurot | - Paayas - Pagali - Población (Ili) | - Saoit - Tanap |

## Historia

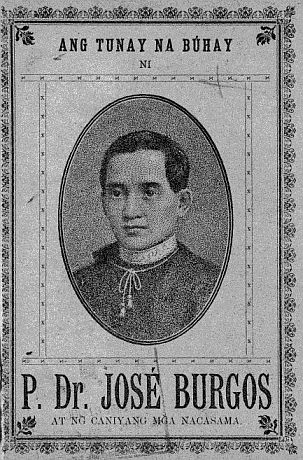
José Apolonio Burgos.

Según el Estado demostrativo de la provincia Ilocos-Norte en 1818, Nagpartian contaba con 802 almas, administradas por un clérigo presbítero católico.
A mediados del siglo XIX la población ascendía 4.007 almas.
Nagpartian era un anejo del pueblo de Banguí, en  la isla de Luzón, provincia de Iocos -Norte. En lo eclelsiástico pertenece a la diócesis de Nueva Segovia.

"...en una meseta que forman los montes que vienen encadenados desde el Barayen hasta el cabo Bojeador, rodeado de bosques y escarpadas colinas;... Antiguamente estuvo situado este pueblo en el sitio de Bangbanglo y en la actualidad se halla donde ya hemos expresado. Tiene 132 casas y una iglesia que se halla bajo la advocación de San Juan de Sahagún; es de piedra con techo de palmera..."
Diccionario Buzeta, 1850

Buzeta descubre las algas en Nagpartián al señalar como cogen en las costas por los meses de noviembre y diciembre una producción marina compuesta de unas fibras flexibles en forma de lama, que crecen naturalmente en las rocas y se llaman Ganel; las secan al sol y se la comen así cruda, otros la cuecen con pescado; pero según se ha observado parece que esta comida es muy indigesta.
Nagpartian fue rebautizado con el apellido del sacerdote José Apolonio Burgos quien, junto con otros dos sacerdotes, fueron  ejecutados en Manila.

## Patrimonio
- Faro de Burgos, en  Cabo Bojeador, se estableció el 31 de marzo de  1892.
- Costa rocosa, acantilados de Kapurpurawan

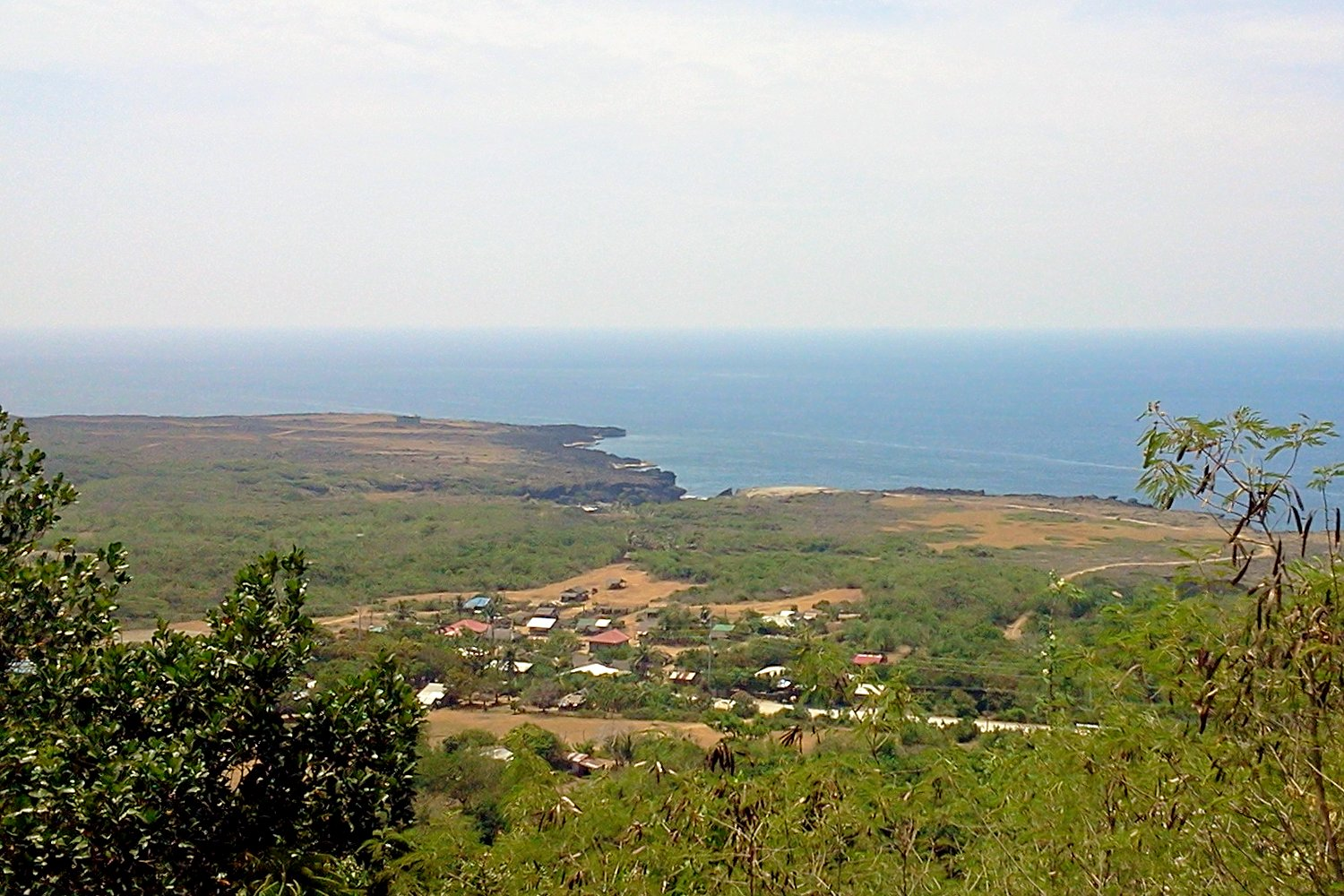
Vista desde el faro de cabo Bojeador
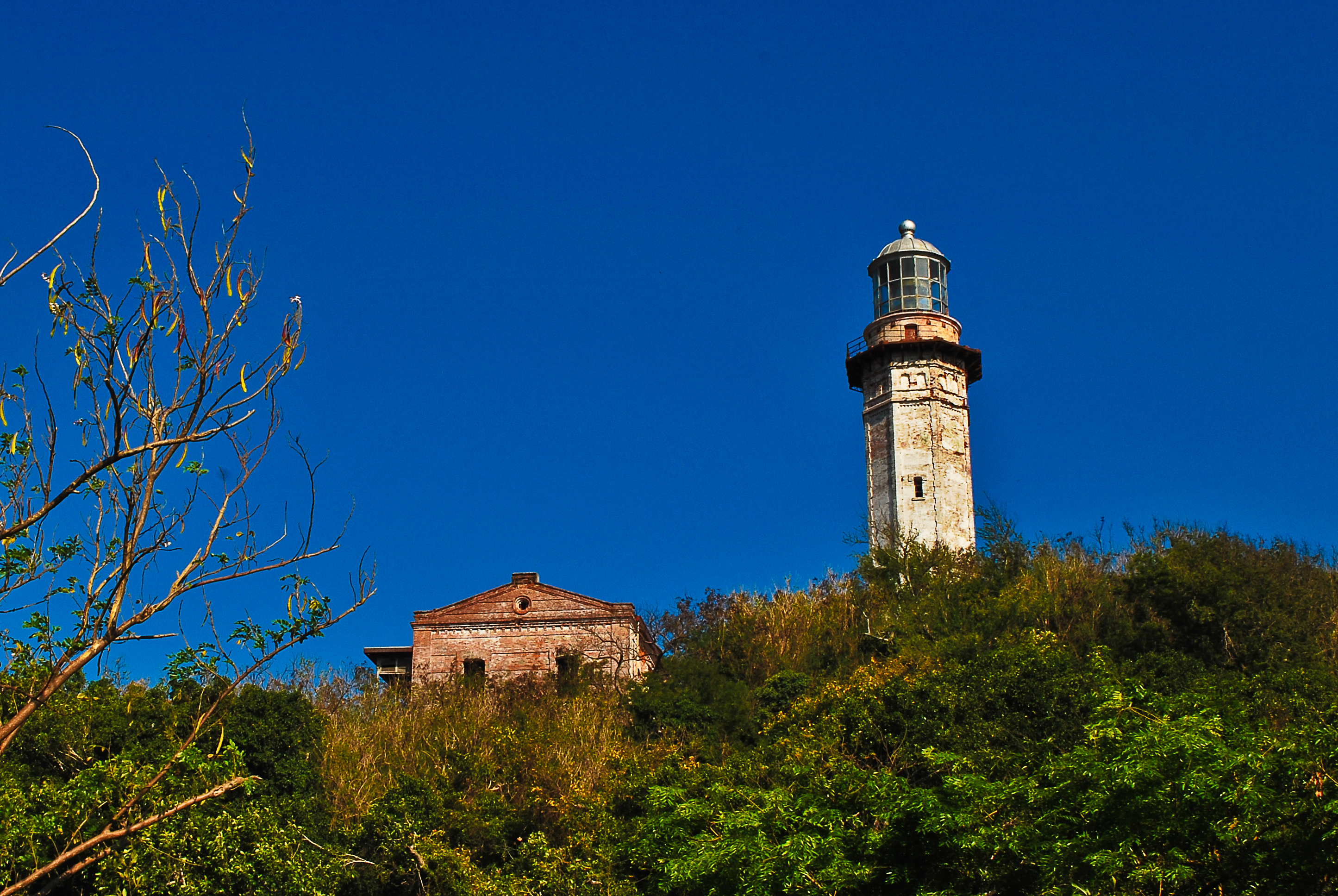
Faro de Burgos
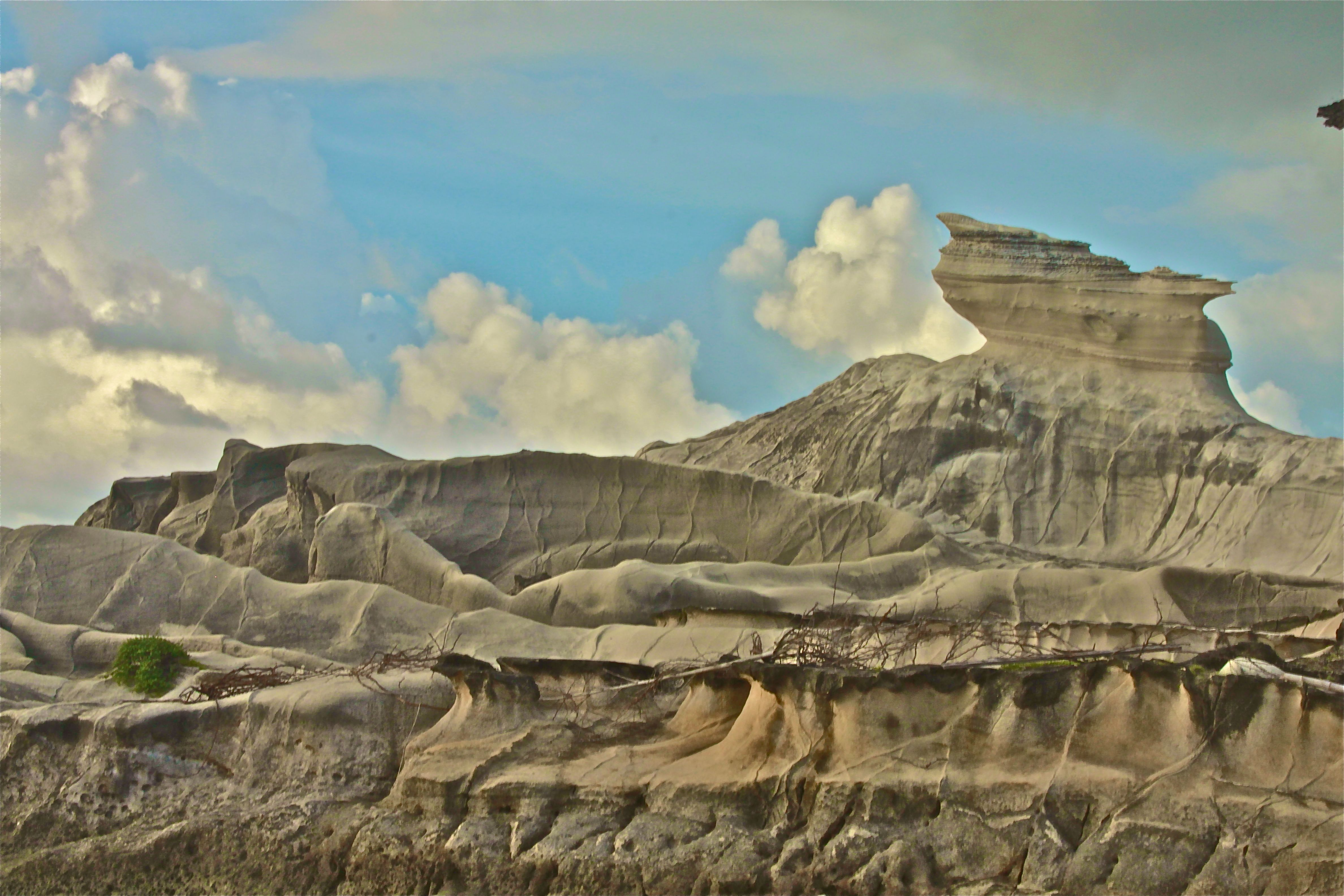
Rocas de Kapurpurawan
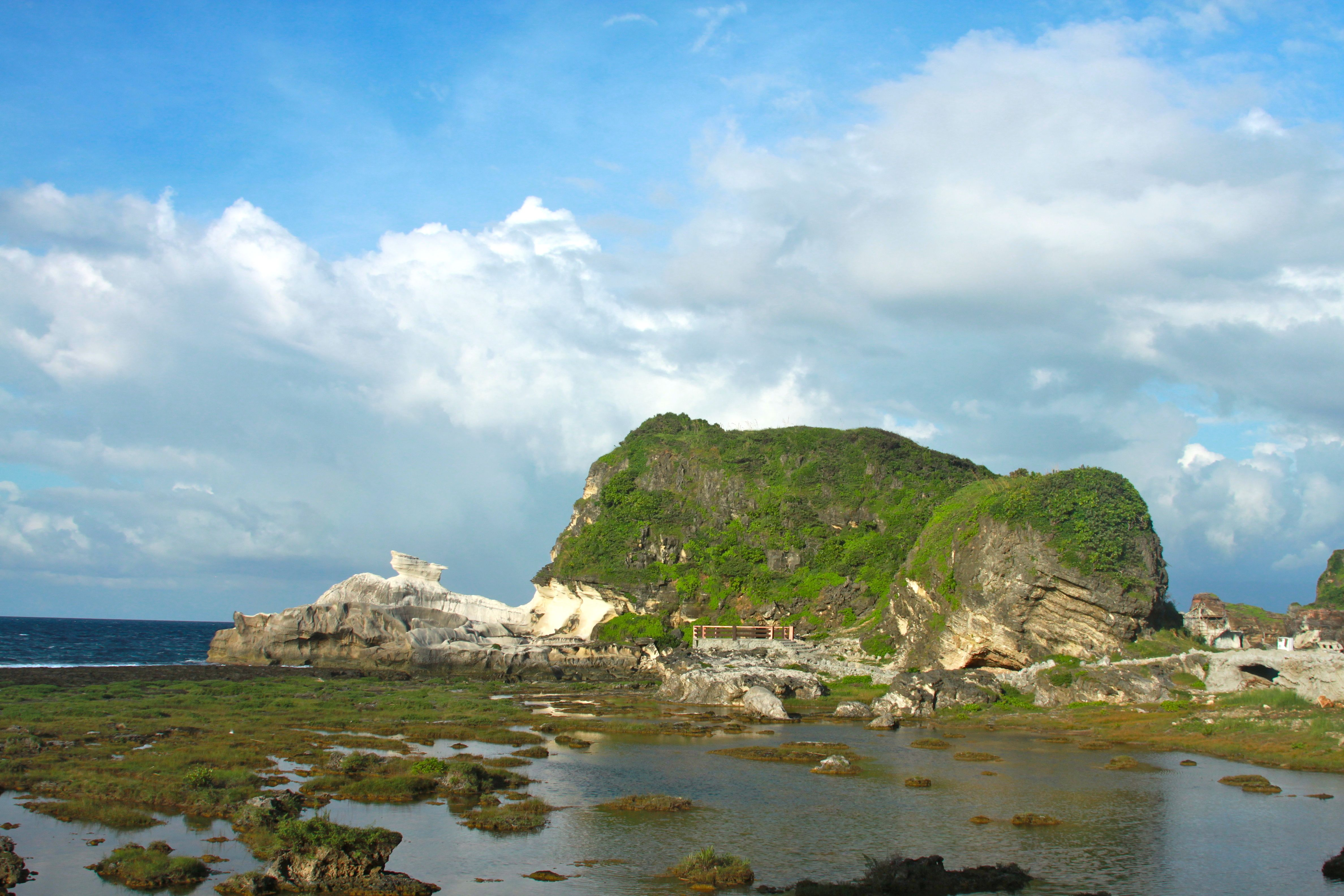
Rocas de Kapurpurawan
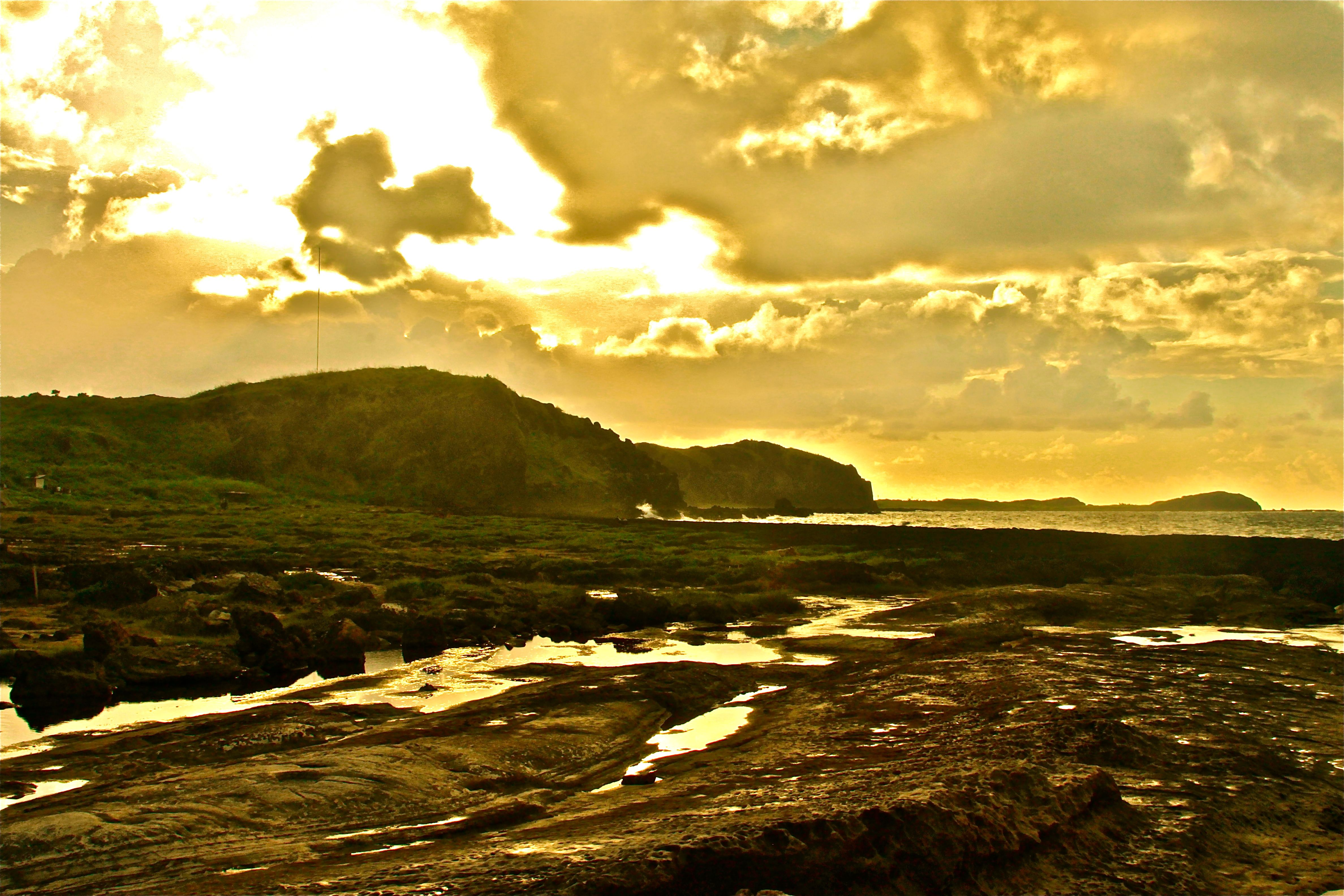
Puesta de sol en el acantilado.
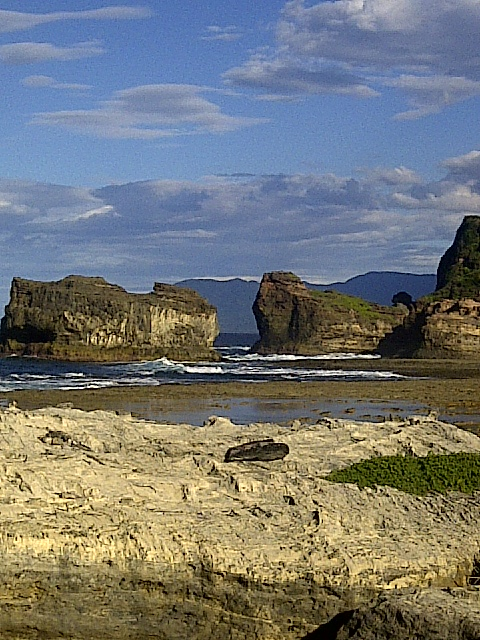
Rocas de Kapurpurawan